# Iván Valenciano
Iván René Valenciano (Barranquilla, 18 maart 1972) is een voormalig profvoetballer uit Colombia. Hij speelde als aanvaller en stond onder meer bekend als El Gordito de Oro ("De Gouden Vetzak") vanwege zijn zichtbare overgewicht.

## Clubcarrière
Valenciano begon zijn carrière bij Atlético Junior in zijn geboorteplaats Barranquilla. Vanaf 1992 maakte de aanvaller vele omzwervingen en speelde hij onder meer in Italië en Mexico. Hij beëindigde zijn loopbaan in 2007. Valenciano was driemaal topscorer in de hoogste afdeling van het Colombiaanse profvoetbal, de Copa Mustang.

## Interlandcarrière
Valenciano speelde 29 officiële interlands voor Colombia in de periode 1991-2000, en scoorde dertien keer voor de nationale ploeg. Hij maakte zijn debuut in de Copa América-wedstrijd tegen Uruguay (1-0) op 15 juli 1991, toen hij Arnoldo Iguarán in de 78ste minuut verving.
Valenciano nam met Colombia onder meer deel aan het WK voetbal 1994 en de Olympische Spelen van 1992 in Barcelona. Bij dat laatste toernooi kreeg hij in de openingswedstrijd tegen gastland Spanje, de latere olympisch kampioen, een rode kaart van scheidsrechter Markus Merk, die in totaal vier rode en zeven gele kaarten uitdeelde in die wedstrijd.

## Erelijst
Atlético Junior
- Colombiaans landskampioen

1993, 1995
- Topscorer Copa Mustang

1991 (30 goals), 1995 (24 goals), 1996 (36 goals)